# Titularbistum Thyatira
Thyatira (ital.: Tiatira) ist ein Titularbistum der römisch-katholischen Kirche.
Es geht zurück auf ein früheres Bistum der antiken Stadt Thyatira in der kleinasiatischen Landschaft Lydien im Westen der heutigen Türkei. Das Bistum gehörte der Kirchenprovinz Sardes an.
| Titularbischöfe von Thyatira |                                              |                                                  |                    |                   |
| Nr.                          | Name                                         | Amt                                              | von                | bis               |
| 1                            | Pantaleon Bruns OSB                          | Weihbischof in Paderborn                         | 20. Januar 1721    | 15. Dezember 1727 |
| 2                            | Stephanus Ladislaus Luzenszky                |                                                  | 7. September 1729  | 1734              |
| 3                            | Bartolomeo Gradenigo                         | Koadjutorerzbischof von Udine (Republik Venedig) | 24. August 1734    | 13. März 1762     |
| 4                            | Thomas Johann Kaspar von Thun und Hohenstein | Weihbischof in Passau (Hochstift Passau)         | 16. Dezember 1776  | 4. November 1795  |
| 5                            | Jacobus Ludovicus O’Donnell OFM              |                                                  | 5. Januar 1796     |                   |
| 6                            | Giuseppe del Prete Belmonte                  |                                                  | 28. September 1855 |                   |
| 7                            | Charles Menzies Gordon SJ                    | Apostolischer Vikar von Jamaika (Jamaika)        | 28. Mai 1889       | 16. November 1911 |
| 8                            | Peter Joseph Lausberg                        | Weihbischof in Köln (Deutschland)                | 1. Mai 1914        | 30. August 1922   |
| 9                            | Kazimieras Mikalojus Michalkiewicz           | Weihbischof in Vilnius (Litauen)                 | 13. Januar 1923    | 16. Februar 1940  |
| 10                           | Heinrich Metzroth                            | Weihbischof in Trier (Deutschland)               | 12. Mai 1941       | 19. Januar 1951   |
| 11                           | Imre Szabó                                   | Weihbischof in Esztergom (Ungarn)                | 11. März 1951      | 21. Mai 1976      |
| 12                           | Thomas Victor Dolinay                        | Weihbischof in Passaic (USA)                     | 28. Juni 1976      | 3. Dezember 1981  |
| 13                           | Myron Michael Daciuk OSBM                    | Weihbischof in Winnipeg (Kanada)                 | 24. Juni 1982      | 28. Oktober 1991  |